# Susie Q (Lied)
Susie-Q ist ein Lied des US-amerikanischen Musikers Dale Hawkins, das 1957 aufgenommen wurde. Die Single schaffte es bis auf Platz 7 der Billboard R&B-Charts und wurde später vielfach gecovert. Am bekanntesten dürfte die Version der Band Creedence Clearwater Revival von 1968 sein.

## Originalversion
Hawkins schrieb Susie-Q, aber ohne Hawkins’ Wissen wurden bei Veröffentlichung Stan Lewis und Eleanor Broadwater als Co-Autoren genannt, wohl um ihnen Anteile an den Tantiemen zukommen zu lassen. Lewis war der Betreiber von Jewel/Paula Records, dessen Tochter Susan die Inspiration für das Lied war, und Broadwater war die Frau des einflussreichen Nashville-DJs Gene Nobles.
Hawkins nahm den Rockabilly-Song Susie-Q beim KWKH-Radiosender in Shreveport, Louisiana, auf. Die Gitarre mit dem markanten Riff spielte James Burton, der unter anderem auch mit Ricky Nelson und später mit Elvis Presley zusammenarbeitete. Susie-Q wird häufig im Zusammenhang mit der Entstehung des Swamp Rock genannt.
Checker Records in Chicago veröffentlichte die Single im Mai 1957. Sie erreichte Platz 7 in den Hot R&B und Platz 27 in den Hot 100 Charts des Billboard-Magazins. In Kanada erreichte das Lied Platz 16 der CHUM-Charts.
Hawkins’ Originalversion ist auch in den „500 Songs that Shaped Rock and Roll“ der Rock and Roll Hall of Fame und in Robert Christgaus „Basic Record Library“ mit Aufnahmen der 1950er und 1960er Jahre enthalten, veröffentlicht in Christgaus Record Guide: Rock-Alben der siebziger Jahre (1981).

## Version von Creedence Clearwater Revival
Creedence Clearwater Revival veröffentlichten 1968 auf ihrem Debütalbum eine Version von Susie Q, wobei sie das „s“ durch ein „z“ ersetzten: Suzie Q. Der einzige Top-40-Hit der Band, der nicht von John Fogerty geschrieben wurde, erreichte im November 1968 für eine Woche Platz 11 der Billboard Top 100. Dieser Song war der erste große Hit der Band.
Die Albumversion hat eine Länge von 8:37 Minuten. Auf der vorab veröffentlichten Single ist der Song leicht gekürzt in zwei Teile auf der A- und B-Seite unterteilt (Part One 4:33 und Part Two 3:48 Minuten lang).
Die CCR-Version des Liedes wurde erstmals am 13. Dezember 1990 von der RIAA mit Gold für eine halbe Million ausgelieferter Exemplare und am 10. Mai 2019 mit Platin für eine Million verkaufter Exemplare und Streams ausgezeichnet.

## Weitere Versionen
Es gibt zahlreiche weitere Coverversionen von Susie Q, aufgelistet zum Beispiel bei Second Hand Songs. Hier eine kleine Auswahl: The Rolling Stones (1964), José Feliciano (1970, Platz 84 in den Billboard Hot 100), Tony Joe White (1976), Carl Perkins (1984), Bobby McFerrin (1988), Suzi Quatro (1991), Abi Wallenstein (1996), Johnny Winter (2011, Live im Rockpalast 1979), u. v. a.